# Savigny-le-Sec
Savigny-le-Sec és un municipi francès, situat al departament de la Costa d'Or i a la regió de Borgonya - Franc Comtat. L'any 2007 tenia 818 habitants.

## Demografia

### Població
El 2007 la població de fet de Savigny-le-Sec era de 818 persones. Hi havia 298 famílies, de les quals 36 eren unipersonals (12 homes vivint sols i 24 dones vivint soles), 115 parelles sense fills, 139 parelles amb fills i 8 famílies monoparentals amb fills.
La població ha evolucionat segons el següent gràfic:
Habitants censats

### Habitatges
El 2007 hi havia 316 habitatges, 303 eren l'habitatge principal de la família, 6 eren segones residències i 7 estaven desocupats. 308 eren cases i 7 eren apartaments. Dels 303 habitatges principals, 279 estaven ocupats pels seus propietaris, 20 estaven llogats i ocupats pels llogaters i 4 estaven cedits a títol gratuït; 2 tenien dues cambres, 16 en tenien tres, 67 en tenien quatre i 219 en tenien cinc o més. 265 habitatges disposaven pel capbaix d'una plaça de pàrquing. A 86 habitatges hi havia un automòbil i a 209 n'hi havia dos o més.

### Piràmide de població
La piràmide de població per edats i sexe el 2009 era:
| Homes | Edats   | Dones |
| ----- | ------- | ----- |
| 0     | 95 o +  | 0     |
| 0     | 90 a 94 | 0     |
| 0     | 85 a 89 | 0     |
| 4     | 80 a 84 | 4     |
| 0     | 75 a 79 | 4     |
| 8     | 70 a 74 | 12    |
| 28    | 65 a 69 | 16    |
| 16    | 60 a 64 | 20    |
| 44    | 55 a 59 | 40    |
| 32    | 50 a 54 | 52    |
| 20    | 45 a 49 | 24    |
| 32    | 40 a 44 | 16    |
| 12    | 35 a 39 | 12    |
| 48    | 30 a 34 | 44    |
| 24    | 25 a 29 | 24    |
| 20    | 20 a 24 | 20    |
| 12    | 15 a 19 | 16    |
| 32    | 10 a 14 | 24    |
| 24    | 5 a 9   | 36    |
| 44    | 0 a 4   | 28    |

## Economia
El 2007 la població en edat de treballar era de 535 persones, 375 eren actives i 160 eren inactives. De les 375 persones actives 361 estaven ocupades (191 homes i 170 dones) i 14 estaven aturades (4 homes i 10 dones). De les 160 persones inactives 89 estaven jubilades, 47 estaven estudiant i 24 estaven classificades com a «altres inactius».

### Ingressos
El 2009 a Savigny-le-Sec hi havia 302 unitats fiscals que integraven 857 persones, la mediana anual d'ingressos fiscals per persona era de 24.949 €.

### Activitats econòmiques
Dels 21 establiments que hi havia el 2007, 1 era d'una empresa extractiva, 2 d'empreses de fabricació d'altres productes industrials, 3 d'empreses de construcció, 5 d'empreses de comerç i reparació d'automòbils, 1 d'una empresa de transport, 1 d'una empresa financera, 1 d'una empresa immobiliària, 4 d'empreses de serveis i 3 d'entitats de l'administració pública.
Dels 3 establiments de servei als particulars que hi havia el 2009, 2 eren guixaires pintors i 1 lampisteria.
L'any 2000 a Savigny-le-Sec hi havia 6 explotacions agrícoles que ocupaven un total de 435 hectàrees.

## Equipaments sanitaris i escolars
El 2009 hi havia 1 escola maternal i 1 escola elemental integrada dins d'un grup escolar amb les comunes properes formant una escola dispersa.

## Poblacions més properes
El següent diagrama mostra les poblacions més properes.